# Saddle Butte
Saddle Butte és una concentració de població designada pel cens dels Estats Units a l'estat de Montana. Segons el cens del 2000 tenia 138 habitants.

## Demografia
Segons el cens del 2000, Saddle Butte tenia 138 habitants, 43 habitatges, i 39 famílies. La densitat de població era de 20,6 habitants per km².
Dels 43 habitatges en un 53,5% hi vivien nens de menys de 18 anys, en un 86% hi vivien parelles casades, en un 4,7% dones solteres, i en un 7% no eren unitats familiars. En el 4,7% dels habitatges hi vivien persones soles el 4,7% de les quals corresponia a persones de 65 anys o més que vivien soles. El nombre mitjà de persones vivint en cada habitatge era de 3,21 i el nombre mitjà de persones que vivien en cada família era de 3,33.
Per edats la població es repartia de la següent manera: un 30,4% tenia menys de 18 anys, un 8% entre 18 i 24, un 29,7% entre 25 i 44, un 31,2% de 45 a 60 i un 0,7% 65 anys o més.
L'edat mediana era de 38 anys. Per cada 100 dones de 18 o més anys hi havia 100 homes.
La renda mediana per habitatge era de 62.857 $ i la renda mediana per família de 62.857 $. Els homes tenien una renda mediana de 47.500 $ mentre que les dones 13.750 $. La renda per capita de la població era de 23.768 $. Cap de les famílies estaven per davall del llindar de pobresa.

## Poblacions més properes
El següent diagrama mostra les poblacions més properes.